# Samuel Boden
Samuel Boden   (Kingston upon Hull, 4 d'abril de 1826 - Londres, 13 de gener de 1882) Samuel Standidge Boden fou un mestre d'escacs professional anglès.
A banda d'escaquista, en Boden va ser també ferroviari, pintor aficionat, i crític d'art. Paul Morphy tenia l'opinió que Boden era el millor mestre anglès, tot i que Thomas Wilson Barnes tingué millors resultats contra ell mateix que no pas en Boden.
El 1858 va vèncer a Londres en un matx contra John Owen (+7 =2 –2). Guanyà el torneig provincial de Londres de 1851 i fou segon als torneigs de Manchester 1857 i Bristol 1861 (el campió fou Louis Paulsen).
El 1858 va jugar un matx contra Paul Morphy, perdent-lo netament (+1 –6 =4).

## Contribucions a la teoria dels escacs
El tema de mat del "mat de Boden" li deu el seu nom, mercès al mat que va fer en una de les seves partides, Schulder-Boden, Londres 1853.
També hi ha una línia de la defensa Philidor anomenada en el seu honor, basada en una de les seves partides contra Paul Morphy.
Fou l'autor de l'obra de divulgació d'escacs A Popular Introduction to the Study and Practice of Chess, publicada anònimament el 1851, i fou redactor de la columna d'escacs de la popular revista The Field del 1858 al 1873 (fou succeït en el càrrec per Steinitz).

## El gambit Boden-Kieseritzky
El seu nom és lligat també, conjuntament al de Lionel Kieseritzky, a un gambit que es pot plantejar des de l'obertura de l'alfil (1. e4 e5 2. Ac4 Cf6 3. Cf3) o des de la defensa Petrov (1. e4 e5 2. Cf3 Cf6 3. Ac4), la variant principal del qual és 3. ...Cxe4 4. Cc3 Cxc3 5. dxc3 f6 (Codi ECO C42).
|  |